# Депозитарна разписка
Депозитарната разписка е ценна книга, удостоверяваща, че лицето, посочено в нея, притежава определено количество безналични ценни книжа, описани по количество, вид, емисия, серийни номера и номинална стойност.
В България депозитарните разписки се издават от Централния депозитар, услугата се извършва единствено от лицензиран посредник чрез член на Централния депозитар, който не може да откаже тази услуга. Например, ако притежавате акции от публично дружество и искате да ги продадете на фондовата борса, необходима ви е депозитарна разписка, удостоверяваща собствеността ви на акциите (ценните книжа). Депозитарната разписка само удостоверява наличието на акции, „обездвижени“ в банкова институция. Блокираните ценни книги не подлежат на продажба. На търговия подлежи самата депозитарна разписка, чиято стойност се колебае от цената на обездвижените книжа.